# Гольдэ, Дианна
Диа́нна Го́льдэ (имя при рождении — Диа́нна Никола́евна Максимчу́к; род. 22 апреля 1972) — украинская поэтесса, автор текстов песен и певица. Пишет как на украинском, так и на русском языках.

## Биография
Родилась 22 апреля 1972 года в Эстонской ССР. Читать научилась в 4 года, а в 10 лет уже перечитала все книги в детской библиотеке и стала самым молодым читателем в библиотеке для взрослых. Окончила музыкальную школу по классу аккордеона и фортепиано.
После окончания школы уехала в Москву, где поступила на вокальное отделение училища имени Гнесиных. После трагической гибели своего молодого человека Дианна решила изменить свою жизнь, поскольку оставаться больше в Москве не могла. Как рассказывает сама Дианна: — «в один прекрасный день развернула карту, закрыла глаза и наугад ткнула пальцем». Там оказалась столица Украины — с начала 1990-х годов Гольдэ проживает и работает в Киеве.
Планируя поселиться в незнакомой стране, Дианна усердно занималась изучением украинского языка, и по собственному признанию, была шокирована столкнувшись с русскоязычным Киевом — до этого ей казалось, что все в Украине разговаривают исключительно по-украински. Зато в дальнейшем совершенное знание украинского (ей даже удалось добиться правильного произношения) пошло ей на пользу, когда она стала поэтом-песенником, сочиняя тексты, как на русском, так и на украинском языках.
Гольдэ познакомилась с композитором Сергеем Гримальским, он предложил ей написать стихи на готовую музыку. Первой песней со словами Гольдэ стала «Не забывай», которую исполнила Евгения Власова. Дианна приобрела популярность в определённых кругах и вскоре уже сотрудничала с Виктором Павликом, Петром Чёрным, Дмитрием Климашенко, Екатериной Бужинской, Таисией Повалий.
После знакомства с Константином Меладзе Гольдэ согласилась писать тексты для его музыки, и написала несколько песен для мюзиклов «Вечера на хуторе близ Диканьки», «Золушка», «Сорочинская ярмарка». Затем приняла предложение поучаствовать в «Фабрике звезд 7», написала в соавторстве с Меладзе песни участникам. Именно её перу принадлежит песня «Мамо», которую Анастасия Приходько исполнила на конкурсе «Евровидение 2009» . Не менее известной стала песня «Любовь в большом городе» из одноимённого фильма в исполнении Веры Брежневой.
По собственному признанию, считает себя не поэтом, а поэтом-песенником. Держится очень скромно, почти не даёт интервью. Информации о поэтессе очень мало.

## Творчество
- «Мамо» — «Евровидение 2009» — Анастасия Приходько
- «Любовь в большом городе» — «Любовь в большом городе» (саундтрек) — Вера Брежнева
- «Постой, мущина» — Светлана Лобода
- Не Мачо — Светлана Лобода
- «Не покидай» — Светлана Лобода
- «Холодная ночь» — Виталий Козловский
- «Цепочка» — Виталий Козловский
- «Неразгаданные сны» — Виталий Козловский
- «Я тебя найду» — Виталий Козловский
- «Обещание» — Виталий Козловский
- «Ты хотела» — Виталий Козловский
- «Где-то далеко» — Виталий Козловский
- «Ты из тех самых» — «НеАнгелы»
- «BOY» — «НеАнгелы»
- «Прощай, любимый мой» — «НеАнгелы»
- «Диско» — «НеАнгелы»
- «Танцуй со мной» — «НеАнгелы»
- «Волшебство» — «НеАнгелы»
- «Юра, прости» — «НеАнгелы»
- «Я знаю, это ты» — «НеАнгелы»
- «Только люби!»— «НеАнгелы»
- «Птица-душа» — Таисия Повалий
- «Ночь-разлучница» — Таисия Повалий
- «Достучатся до небес» — Таисия Повалий
- «Чар-зелье» — Таисия Повалий
- «Судьба» — Таисия Повалий
- «Я улечу» — «Авиатор»
- «Мания» — «Авиатор»
- «Черным по белому» — «Авиатор»
- «Капитаны» — «Авиатор»
- «Я улечу» — «Авиатор»
- «Серебром» — Василий Бондарчук
- «Девушки Бонда» — «А. Р. М. И. Я.»
- «Вызываю на бой» — «А. Р. М. И. Я.»
- «Sexual Revolution» — «А. Р. М. И. Я.»
- «Небо-шатер» — Петр Чёрный
- Шала-лейла — Петр Чёрный
- «У любви свои секреты» — Петр Чёрный
- «Золото монет» — Дмитрий Климашенко
- «Это не вечность» — Дмитрий Климашенко
- «Ветер надежды» — Евгения Власова
- «Украду тебя» — «4 Короля»
- «Невесомо» — Татьяна Богачева («Фабрика звезд 7»)
- «Мало-помалу» — «Инь-Ян» («Фабрика звезд 7»)
- «Пять цветов любви» — Марк Тишман («Фабрика звезд 7»)
- «Живой цветок» — Дмитрий Бикбаев («Фабрика звезд 7»)
- «Плюс и минус» — Сергей Ашихмин («Фабрика звезд 7»)
- Нет, нет, нет — БиС (Фабрика звезд 7)
- «Камикадзе» — «Инь-Ян»
- «Небеса Европы» — Александр Рыбак
- «Я буду небом твоим» — Reflex

### Песни из мюзиклов
- «Ой, как же было» — «Вечера на хуторе у Диканьки» (финальный трек) — Олег Скрипка и Ани Лорак
- «Зима-зима» — «Золушка» (песня Феи) — Лариса Долина
- «Судьба» — «Золушка» — Олег Скрипка
- «Цветок-душа» — «Сорочинская ярмарка» — Нина Матвиенко
- «Ой, говорила чистая вода» — «Сорочинская ярмарка» — ВИА Гра
- «Говорят, все пройдет» — «Сорочинская ярмарка» — Георгий Хостикоев (есть версия в исполнении Константина Меладзе)
- «Не купишь любовь» — «Сорочинская ярмарка» (финальный трек) — Валерий Меладзе, София Ротару, Андрей Данилко, ВИА Гра

### Альбомы
- 2018 — «Записки ангела»

### Синглы
- 2017 — «Выхожу на бой» (совместно с Алексеем Сагаловским)
- 2018 — «Вьюга»
- 2018 — «Ради тебя»
- 2018 — «Так нельзя»
- 2018 — «Не вопрос»
- 2018 — «Небо» (совместно с Алексеем Сагаловским)
- 2018 — «Неправда»